# Мейснер, Отто (издатель)

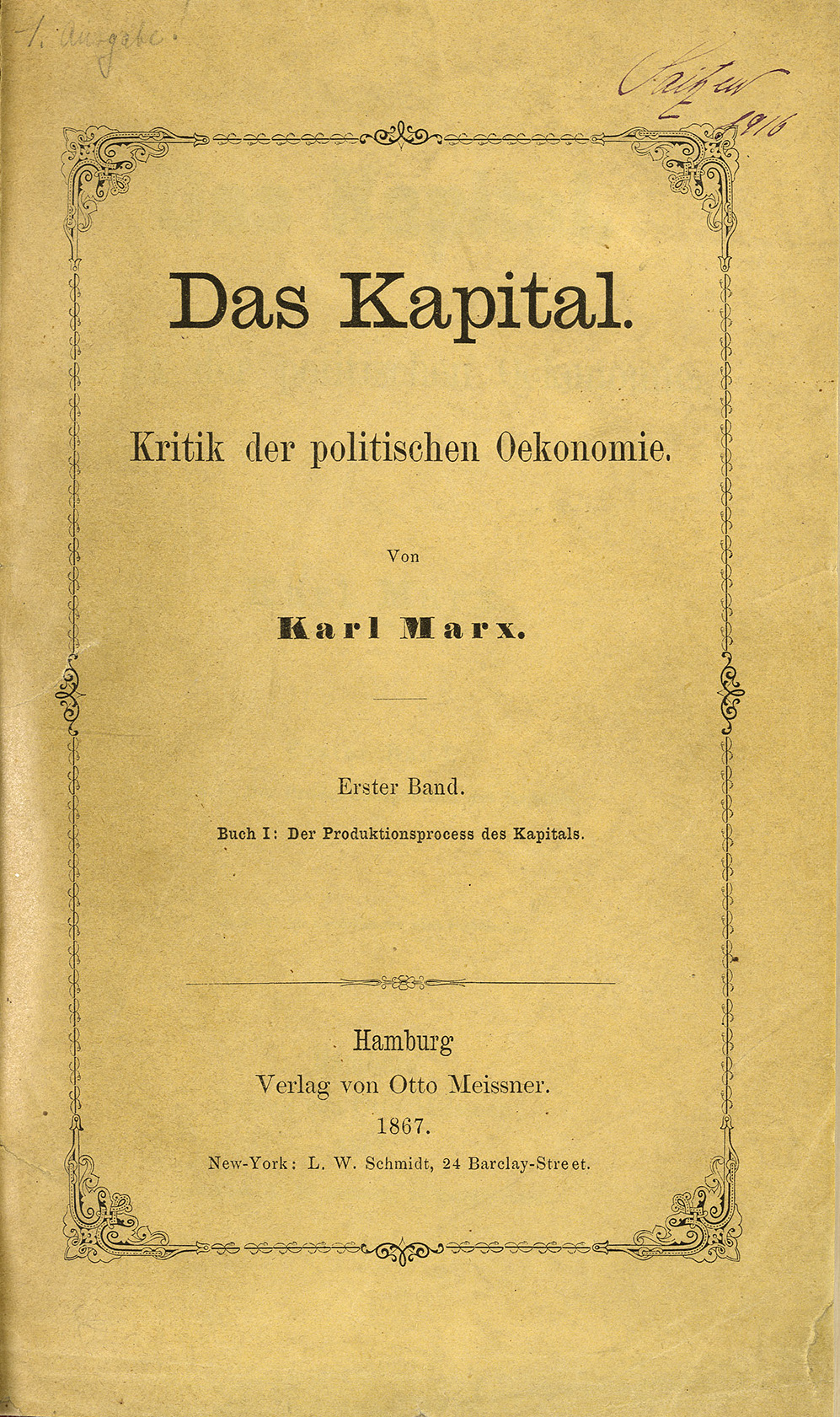
Обложка первого издания первого тома «Капитала». Типография О. Мейснера

Отто Карл Мейснер (нем. Otto Carl Meissner; 28 июля 1819, Кведлинбург — 4 июня 1902, Гамбург) — немецкий издатель, в типографии которого в 1867 году был впервые напечатан главный труд Карла Маркса «Капитал».
В июне 1848 года основал издательство в Гамбурге. В 1866 году Карл Маркс лично привёз рукопись первого тома («Процесс производства капитала») в Гамбург и передал Мейснеру. 5 мая 1867 года Маркс, гостивший в Ганновере у социал-демократа врача Людвига Кугельмана (1828—1902), получил от издателя первый печатный лист корректуры «Капитала». Книга вышла в сентябре тиражом 1000 экземпляров и поначалу не вызвала читательского интереса. Фридриху Энгельсу пришлось писать анонимные рецензии в прессу для повышения интереса читателей.
После смерти Карла Маркса в типографии Отто Мейснера Энгельс в 1885 году издал второй и в 1894 году третий том «Капитала».